# Liste des monuments historiques protégés en 2015
 (janvier 2017).
Cet article recense les immeubles protégés au titre des monuments historiques en 2015, en France.
| Édifice                                                                                               | Commune                      | Département              | Région                     | Protection | Base Mérimée                         | Coordonnées                         | Image |
| --- | ---------------------------- | ------------------------ | -------------------------- | ---------- | ------------------------------------ | ----------------------------------- | ----- |
| Moulin à farine de Cerdon                                                                             | Cerdon                       | Ain                      | Auvergne-Rhône-Alpes       | inscrit    | « PA01000041 », notice no PA01000041 | 46° 04′ 51″ nord, 5° 27′ 58″ est    |       |
| Moulin Tallard                                                                                        | Saint-Étienne-sur-Chalaronne | Ain                      | Auvergne-Rhône-Alpes       | inscrit    | « PA01000040 », notice no PA01000040 | 46° 09′ 40″ nord, 4° 50′ 36″ est    |       |
| Rotonde et halle-atelier ferroviaires                                                                 | Laon                         | Aisne                    | Hauts-de-France            | inscrit    | « PA02000088 », notice no PA02000088 | 49° 34′ 44″ nord, 3° 36′ 14″ est    |       |
| Rotonde et halle-atelier ferroviaires                                                                 | Laon                         | Aisne                    | Hauts-de-France            | inscrit    | « PA02000087 », notice no PA02000087 | 49° 34′ 44″ nord, 3° 36′ 14″ est    |       |
| Maison Henry                                                                                          | Soissons                     | Aisne                    | Hauts-de-France            | inscrit    | « PA02000086 », notice no PA02000086 | 49° 22′ 25″ nord, 3° 19′ 24″ est    |       |
| Hôtel de ville de Rethel                                                                              | Rethel                       | Ardennes                 | Grand Est                  | inscrit    | « PA08000016 », notice no PA08000016 | 49° 30′ 32″ nord, 4° 21′ 55″ est    |       |
| Église Notre-Dame de Stonne                                                                           | Stonne                       | Ardennes                 | Grand Est                  | inscrit    | « PA08000017 », notice no PA08000017 | 49° 33′ 02″ nord, 4° 55′ 34″ est    |       |
| Maison des Cariatides (Foix)                                                                          | Foix                         | Ariège                   | Occitanie                  | inscrit    | « PA09000028 », notice no PA09000028 | 42° 58′ 01″ nord, 1° 36′ 22″ est    |       |
| Temple protestant de Gabre                                                                            | Gabre                        | Ariège                   | Occitanie                  | inscrit    | « PA09000029 », notice no PA09000029 | 43° 04′ 27″ nord, 1° 25′ 00″ est    |       |
| Temple protestant du Mas-d'Azil                                                                       | Le Mas-d'Azil                | Ariège                   | Occitanie                  | inscrit    | « PA09000030 », notice no PA09000030 | 43° 04′ 53″ nord, 1° 21′ 41″ est    |       |
| Église Saint-Anastase de Saint-Martin-d'Oydes                                                         | Saint-Martin-d'Oydes         | Ariège                   | Occitanie                  | inscrit    | « PA09000031 », notice no PA09000031 | 43° 10′ 11″ nord, 1° 29′ 47″ est    |       |
| Église de Géraudot                                                                                    | Géraudot                     | Aube                     | Grand Est                  | inscrit    | « PA10000033 », notice no PA10000033 | 48° 18′ 27″ nord, 4° 19′ 20″ est    |       |
| Ancien tribunal et prison de Nogent-sur-Seine                                                         | Nogent-sur-Seine             | Aube                     | Grand Est                  | inscrit    | « PA10000034 », notice no PA10000034 | 48° 29′ 50″ nord, 3° 29′ 52″ est    |       |
| Église Notre-Dame-de-la-Nativité                                                                      | Lespinassière                | Aude                     | Occitanie                  | inscrit    | « PA11000049 », notice no PA11000049 | 43° 24′ 12″ nord, 2° 31′ 35″ est    |       |
| Château de Balaguier                                                                                  | Balaguier-sur-Rance          | Aveyron                  | Occitanie                  | inscrit    | « PA12000056 », notice no PA12000056 | 43° 53′ 53″ nord, 2° 34′ 36″ est    |       |
| Nécropoles protohistoriques et gallo-romaine de Brumath                                               | Brumath                      | Bas-Rhin                 | Grand Est                  | inscrit    | « PA67000096 », notice no PA67000096 | 48° 42′ 20″ nord, 7° 41′ 16″ est    |       |
| Fontaine de dévotion Saint-Georges (Le Jeriabrunne)                                                   | Châtenois                    | Bas-Rhin                 | Grand Est                  | inscrit    | « PA67000097 », notice no PA67000097 | 48° 16′ 15″ nord, 7° 23′ 41″ est    |       |
| Site du Wasserwald                                                                                    | Haegen                       | Bas-Rhin                 | Grand Est                  | inscrit    | « PA67000098 », notice no PA67000098 | 48° 42′ 50″ nord, 7° 17′ 33″ est    |       |
| Immeuble                                                                                              | Strasbourg                   | Bas-Rhin                 | Grand Est                  | inscrit    | « PA67000100 », notice no PA67000100 | 48° 34′ 43″ nord, 7° 45′ 07″ est    |       |
| Ancien magasin Neunreiter                                                                             | Strasbourg                   | Bas-Rhin                 | Grand Est                  | inscrit    | « PA67000099 », notice no PA67000099 | 48° 34′ 45″ nord, 7° 45′ 36″ est    |       |
| Église Notre-Dame de l'Assomption                                                                     | Villé                        | Bas-Rhin                 | Grand Est                  | inscrit    | « PA67000101 », notice no PA67000101 | 48° 20′ 33″ nord, 7° 18′ 06″ est    |       |
| Fortifications                                                                                        | Westhoffen                   | Bas-Rhin                 | Grand Est                  | inscrit    | « PA00085225 », notice no PA00085225 | 48° 36′ 18″ nord, 7° 26′ 33″ est    |       |
| Villa Santa Lucia                                                                                     | Marseille                    | Bouches-du-Rhône         | Provence-Alpes-Côte d'Azur | inscrit    | « PA13000078 », notice no PA13000078 | 43° 16′ 28″ nord, 5° 21′ 49″ est    |       |
| Villa Costa                                                                                           | Marseille                    | Bouches-du-Rhône         | Provence-Alpes-Côte d'Azur | inscrit    | « PA13000077 », notice no PA13000077 | 43° 16′ 40″ nord, 5° 22′ 12″ est    |       |
| Villa La Roseraie                                                                                     | Marseille                    | Bouches-du-Rhône         | Provence-Alpes-Côte d'Azur | inscrit    | « PA13000079 », notice no PA13000079 | 43° 16′ 59″ nord, 5° 21′ 08″ est    |       |
| Immeuble la Sapinière                                                                                 | Hermanville-sur-Mer          | Calvados                 | Normandie                  | inscrit    | « PA14000109 », notice no PA14000109 | 49° 18′ 00″ nord, 0° 18′ 35″ ouest  |       |
| Église Saint-Étienne de Reux                                                                          | Reux                         | Calvados                 | Normandie                  | inscrit    | « PA14000110 », notice no PA14000110 | 49° 16′ 28″ nord, 0° 09′ 07″ est    |       |
| Maison                                                                                                | Angoulême                    | Charente                 | Nouvelle-Aquitaine         | inscrit    | « PA16000059 », notice no PA16000059 | 45° 38′ 16″ nord, 0° 08′ 35″ est    |       |
| Maison de la Gaieté                                                                                   | Chérac                       | Charente-Maritime        | Nouvelle-Aquitaine         | inscrit    | « PA17000102 », notice no PA17000102 | 45° 42′ 16″ nord, 0° 26′ 20″ ouest  |       |
| Église Notre-Dame de Rochefort                                                                        | Rochefort                    | Charente-Maritime        | Nouvelle-Aquitaine         | inscrit    | « PA17000103 », notice no PA17000103 | 45° 56′ 26″ nord, 0° 58′ 10″ ouest  |       |
| Hôtel de la Marine                                                                                    | Rochefort                    | Charente-Maritime        | Nouvelle-Aquitaine         | inscrit    | « PA17000104 », notice no PA17000104 | 45° 56′ 13″ nord, 0° 57′ 26″ ouest  |       |
| Couvent des Augustins de La Rochelle                                                                  | La Rochelle                  | Charente-Maritime        | Nouvelle-Aquitaine         | inscrit    | « PA17000105 », notice no PA17000105 | 46° 09′ 37″ nord, 1° 09′ 07″ ouest  |       |
| Poudrière de Vergeroux                                                                                | Vergeroux                    | Charente-Maritime        | Nouvelle-Aquitaine         | inscrit    | « PA17000106 », notice no PA17000106 | 45° 57′ 46″ nord, 0° 59′ 00″ ouest  |       |
| Villa gallo-romaine du Champ du Palais                                                                | Bugeat                       | Corrèze                  | Nouvelle-Aquitaine         | inscrit    | « PA19000029 », notice no PA19000029 | 45° 35′ 21″ nord, 1° 55′ 53″ est    |       |
| Jardin Darcy                                                                                          | Dijon                        | Côte-d'Or                | Bourgogne-Franche-Comté    | inscrit    | « PA21000075 », notice no PA21000075 | 47° 19′ 27″ nord, 5° 01′ 56″ est    |       |
| Domaine Chiffrot                                                                                      | Gevrey-Chambertin            | Côte-d'Or                | Bourgogne-Franche-Comté    | inscrit    | « PA21000076 », notice no PA21000076 | 47° 13′ 35″ nord, 4° 58′ 08″ est    |       |
| Grange de Saulx                                                                                       | Gilly-lès-Cîteaux            | Côte-d'Or                | Bourgogne-Franche-Comté    | inscrit    | « PA21000077 », notice no PA21000077 | 47° 10′ 19″ nord, 4° 58′ 45″ est    |       |
| Hôpital (ancien hôtel-Dieu)                                                                           | Nuits-Saint-Georges          | Côte-d'Or                | Bourgogne-Franche-Comté    | inscrit    | « PA21000079 », notice no PA21000079 | 47° 08′ 05″ nord, 4° 56′ 55″ est    |       |
| Monument de la Délibération de 1636                                                                   | Saint-Jean-de-Losne          | Côte-d'Or                | Bourgogne-Franche-Comté    | inscrit    | « PA21000080 », notice no PA21000080 | 47° 06′ 05″ nord, 5° 15′ 47″ est    |       |
| Haras national de Lamballe                                                                            | Lamballe                     | Côtes-d'Armor            | Bretagne                   | inscrit    | « PA22000048 », notice no PA22000048 | 48° 28′ 17″ nord, 2° 31′ 10″ ouest  |       |
| Chapelle de Christ                                                                                    | Trégrom                      | Côtes-d'Armor            | Bretagne                   | inscrit    | « PA22000049 », notice no PA22000049 | 48° 36′ 38″ nord, 3° 23′ 39″ ouest  |       |
| Église Saint-Hilaire de Niort                                                                         | Niort                        | Deux-Sèvres              | Nouvelle-Aquitaine         | inscrit    | « PA79000043 », notice no PA79000043 | 46° 19′ 16″ nord, 0° 27′ 25″ ouest  |       |
| Station de pompage du Pissot                                                                          | Niort                        | Deux-Sèvres              | Nouvelle-Aquitaine         | inscrit    | « PA79000046 », notice no PA79000046 | 46° 19′ 57″ nord, 0° 27′ 44″ ouest  |       |
| Église Saint-André de Niort                                                                           | Niort                        | Deux-Sèvres              | Nouvelle-Aquitaine         | inscrit    | « PA79000044 », notice no PA79000044 | 46° 19′ 40″ nord, 0° 27′ 43″ ouest  |       |
| Hôtel de ville                                                                                        | Niort                        | Deux-Sèvres              | Nouvelle-Aquitaine         | inscrit    | « PA79000045 », notice no PA79000045 | 46° 19′ 25″ nord, 0° 27′ 53″ ouest  |       |
| Chapelle Saint-Front de Colubri                                                                       | Couze-et-Saint-Front         | Dordogne                 | Nouvelle-Aquitaine         | inscrit    | « PA24000091 », notice no PA24000091 | 44° 49′ 59″ nord, 0° 44′ 25″ est    |       |
| Monument aux morts                                                                                    | Saint-Pardoux-la-Rivière     | Dordogne                 | Nouvelle-Aquitaine         | inscrit    | « PA24000092 », notice no PA24000092 | 45° 29′ 42″ nord, 0° 44′ 44″ est    |       |
| Église Saint-Vaast                                                                                    | Villac                       | Dordogne                 | Nouvelle-Aquitaine         | inscrit    | « PA24000093 », notice no PA24000093 | 45° 11′ 12″ nord, 1° 15′ 18″ est    |       |
| Ferme de la Verrerie                                                                                  | Le Bélieu                    | Doubs                    | Bourgogne-Franche-Comté    | inscrit    | « PA25000084 », notice no PA25000084 | 47° 07′ 04″ nord, 6° 38′ 10″ est    |       |
| Maison Granvelle                                                                                      | Ornans                       | Doubs                    | Bourgogne-Franche-Comté    | inscrit    | « PA25000085 », notice no PA25000085 | 47° 06′ 20″ nord, 6° 08′ 55″ est    |       |
| Prieuré de Charrière                                                                                  | Châteauneuf-de-Galaure       | Drôme                    | Auvergne-Rhône-Alpes       | inscrit    | « PA26000031 », notice no PA26000031 | 45° 13′ 59″ nord, 4° 58′ 19″ est    |       |
| Ferme Hervieu                                                                                         | Beaumontel                   | Eure                     | Normandie                  | inscrit    | « PA27000086 », notice no PA27000086 | 49° 05′ 46″ nord, 0° 46′ 39″ est    |       |
| Château de Pinterville                                                                                | Pinterville                  | Eure                     | Normandie                  | inscrit    | « PA27000087 », notice no PA27000087 | 49° 11′ 16″ nord, 1° 10′ 33″ est    |       |
| Château de Couvicourt                                                                                 | Saint-Aubin-sur-Gaillon      | Eure                     | Normandie                  | inscrit    | « PA27000088 », notice no PA27000088 | 49° 08′ 53″ nord, 1° 21′ 29″ est    |       |
| Naval Monument de Brest                                                                               | Brest                        | Finistère                | Bretagne                   | inscrit    | « PA29000089 », notice no PA29000089 | 48° 13′ 48″ nord, 4° 17′ 28″ est    |       |
| Phare et fort de Penfret                                                                              | Fouesnant                    | Finistère                | Bretagne                   | inscrit    | « PA29000090 », notice no PA29000090 | 47° 43′ 16″ nord, 3° 57′ 11″ ouest  |       |
| Chapelle Notre-Dame-de-la-Clarté                                                                      | Guilligomarc'h               | Finistère                | Bretagne                   | inscrit    | « PA29000091 », notice no PA29000091 | 47° 56′ 31″ nord, 3° 26′ 10″ ouest  |       |
| Phare de Tévennec                                                                                     | Île-de-Sein                  | Finistère                | Bretagne                   | inscrit    | « PA29000081 », notice no PA29000081 | 48° 04′ 17″ nord, 4° 47′ 43″ ouest  |       |
| Grand phare de l'île de Sein                                                                          | Île-de-Sein                  | Finistère                | Bretagne                   | inscrit    | « PA29000085 », notice no PA29000085 | 48° 02′ 37″ nord, 4° 52′ 01″ ouest  |       |
| Île Cézon                                                                                             | Landéda                      | Finistère                | Bretagne                   | inscrit    | « PA29000093 », notice no PA29000093 | 48° 36′ 02″ nord, 4° 38′ 09″ ouest  |       |
| Croix des Douze-Apôtres                                                                               | Logonna-Daoulas              | Finistère                | Bretagne                   | inscrit    | « PA29000094 », notice no PA29000094 | 48° 19′ 35″ nord, 4° 16′ 21″ ouest  |       |
| Phare de la Vieille                                                                                   | Plogoff                      | Finistère                | Bretagne                   | inscrit    | « PA29000080 », notice no PA29000080 | 48° 02′ 26″ nord, 4° 45′ 23″ ouest  |       |
| Mémorial des marins morts pour la France                                                              | Plougonvelin                 | Finistère                | Bretagne                   | inscrit    | « PA29000095 », notice no PA29000095 | 48° 19′ 50″ nord, 4° 46′ 24″ ouest  |       |
| Chapelle Saint-Ildut                                                                                  | Sizun                        | Finistère                | Bretagne                   | inscrit    | « PA29000097 », notice no PA29000097 | 48° 25′ 42″ nord, 4° 05′ 36″ ouest  |       |
| Église Saint-Cadou                                                                                    | Sizun                        | Finistère                | Bretagne                   | inscrit    | « PA29000096 », notice no PA29000096 | 48° 22′ 23″ nord, 4° 01′ 12″ ouest  |       |
| Site de la Magdeleine                                                                                 | Aiguèze                      | Gard                     | Occitanie                  | inscrit    | « PA30000113 », notice no PA30000113 | 44° 20′ 25″ nord, 4° 30′ 17″ est    |       |
| Temple protestant de Gallargues-le-Montueux                                                           | Gallargues-le-Montueux       | Gard                     | Occitanie                  | inscrit    | « PA30000114 », notice no PA30000114 | 43° 43′ 22″ nord, 4° 10′ 24″ est    |       |
| Temple protestant de Lussan                                                                           | Lussan                       | Gard                     | Occitanie                  | inscrit    | « PA30000115 », notice no PA30000115 | 44° 09′ 08″ nord, 4° 22′ 00″ est    |       |
| Ancienne église paroissiale de Marguerittes                                                           | Marguerittes                 | Gard                     | Occitanie                  | inscrit    | « PA30000116 », notice no PA30000116 |                                     |       |
| Couvent des sœurs de la Charité                                                                       | Nîmes                        | Gard                     | Occitanie                  | inscrit    | « PA30000117 », notice no PA30000117 | 43° 50′ 38″ nord, 4° 21′ 34″ est    |       |
| Cinéma-théâtre le Colisée (ancien)                                                                    | Nîmes                        | Gard                     | Occitanie                  | inscrit    | « PA30000118 », notice no PA30000118 | 43° 50′ 19″ nord, 4° 21′ 49″ est    |       |
| Hôtel de la Rochette                                                                                  | Uzès                         | Gard                     | Occitanie                  | inscrit    | « PA30000119 », notice no PA30000119 | 44° 00′ 42″ nord, 4° 25′ 05″ est    |       |
| Château de Mareilles                                                                                  | Le Vigan                     | Gard                     | Occitanie                  | inscrit    | « PA30000120 », notice no PA30000120 | 43° 59′ 36″ nord, 3° 36′ 39″ est    |       |
| Grange cistercienne de La Grange                                                                      | Juilles                      | Gers                     | Occitanie                  | inscrit    | « PA32000035 », notice no PA32000035 | 43° 35′ 39″ nord, 0° 49′ 19″ est    |       |
| Église Notre-Dame de l'Assomption de Ponsan-Soubiran                                                  | Ponsan-Soubiran              | Gers                     | Occitanie                  | inscrit    | « PA32000036 », notice no PA32000036 | 43° 21′ 03″ nord, 0° 29′ 00″ est    |       |
| Motte castrale de Sainte-Christie-d'Armagnac                                                          | Sainte-Christie-d'Armagnac   | Gers                     | Occitanie                  | inscrit    | « PA32000037 », notice no PA32000037 | 43° 47′ 04″ nord, 0° 00′ 33″ ouest  |       |
| Temple protestant de Sainte-Dode                                                                      | Sainte-Dode                  | Gers                     | Occitanie                  | inscrit    | « PA32000038 », notice no PA32000038 | 43° 25′ 12″ nord, 0° 21′ 50″ est    |       |
| Monument aux morts de la guerre 14-18                                                                 | Arcachon                     | Gironde                  | Nouvelle-Aquitaine         | inscrit    | « PA33000183 », notice no PA33000183 | 44° 39′ 29″ nord, 1° 09′ 41″ ouest  |       |
| Monument aux Morts de la guerre 14-18                                                                 | Bordeaux                     | Gironde                  | Nouvelle-Aquitaine         | inscrit    | « PA33000184 », notice no PA33000184 | 44° 50′ 18″ nord, 0° 35′ 24″ ouest  |       |
| Château la Pierrière                                                                                  | Gardegan-et-Tourtirac        | Gironde                  | Nouvelle-Aquitaine         | inscrit    | « PA33000185 », notice no PA33000185 | 44° 53′ 30″ nord, 0° 02′ 57″ ouest  |       |
| Parc du château du Thil                                                                               | Léognan                      | Gironde                  | Nouvelle-Aquitaine         | inscrit    | « PA33000186 », notice no PA33000186 | 44° 44′ 15″ nord, 0° 33′ 53″ ouest  |       |
| Domaine du château de La Tour Ségur                                                                   | Lussac                       | Gironde                  | Nouvelle-Aquitaine         | inscrit    | « PA33000187 », notice no PA33000187 | 44° 57′ 59″ nord, 0° 05′ 27″ ouest  |       |
| Château de Siaurac                                                                                    | Néac                         | Gironde                  | Nouvelle-Aquitaine         | inscrit    | « PA33000199 », notice no PA33000199 | 44° 56′ 28″ nord, 0° 10′ 22″ ouest  |       |
| Halle de Pellegrue                                                                                    | Pellegrue                    | Gironde                  | Nouvelle-Aquitaine         | inscrit    | « PA33000188 », notice no PA33000188 | 44° 44′ 37″ nord, 0° 04′ 32″ est    |       |
| Maison de la cité Frugès                                                                              | Pessac                       | Gironde                  | Nouvelle-Aquitaine         | inscrit    | « PA33000191 », notice no PA33000191 | 44° 47′ 57″ nord, 0° 38′ 49″ ouest  |       |
| Maison de la cité Frugès                                                                              | Pessac                       | Gironde                  | Nouvelle-Aquitaine         | inscrit    | « PA33000189 », notice no PA33000189 | 44° 47′ 57″ nord, 0° 38′ 52″ ouest  |       |
| Monument aux morts                                                                                    | Pessac                       | Gironde                  | Nouvelle-Aquitaine         | inscrit    | « PA33000190 », notice no PA33000190 | 44° 48′ 20″ nord, 0° 37′ 51″ ouest  |       |
| Château Coutet                                                                                        | Saint-Émilion                | Gironde                  | Nouvelle-Aquitaine         | inscrit    | « PA33000195 », notice no PA33000195 | 44° 53′ 53″ nord, 0° 10′ 26″ ouest  |       |
| Château Canon                                                                                         | Saint-Émilion                | Gironde                  | Nouvelle-Aquitaine         | inscrit    | « PA33000194 », notice no PA33000194 | 44° 53′ 35″ nord, 0° 09′ 48″ ouest  |       |
| Château Soutard                                                                                       | Saint-Émilion                | Gironde                  | Nouvelle-Aquitaine         | inscrit    | « PA33000192 », notice no PA33000192 | 44° 53′ 52″ nord, 0° 09′ 01″ ouest  |       |
| Château Grand Mayne                                                                                   | Saint-Émilion                | Gironde                  | Nouvelle-Aquitaine         | inscrit    | « PA33000196 », notice no PA33000196 | 44° 53′ 58″ nord, 0° 10′ 29″ ouest  |       |
| Château Pindefleurs                                                                                   | Saint-Émilion                | Gironde                  | Nouvelle-Aquitaine         | inscrit    | « PA33000193 », notice no PA33000193 | 44° 53′ 13″ nord, 0° 10′ 54″ ouest  |       |
| Château de Lescours                                                                                   | Saint-Sulpice-de-Faleyrens   | Gironde                  | Nouvelle-Aquitaine         | inscrit    | « PA33000197 », notice no PA33000197 | 44° 52′ 42″ nord, 0° 11′ 40″ ouest  |       |
| Monument aux morts                                                                                    | Le Teich                     | Gironde                  | Nouvelle-Aquitaine         | inscrit    | « PA33000198 », notice no PA33000198 | 44° 38′ 09″ nord, 1° 01′ 19″ ouest  |       |
| Roches gravées à l'embouchure de la rivière du Pérou                                                  | Capesterre-Belle-Eau         | Guadeloupe               | Guadeloupe                 | inscrit    | « PA97100062 », notice no PA97100062 | 16° 03′ 06″ nord, 61° 33′ 24″ ouest |       |
| Bloc gravé dit « Chez Michaux »                                                                       | Trois-Rivières               | Guadeloupe               | Guadeloupe                 | inscrit    | « PA97100063 », notice no PA97100063 | 15° 58′ 28″ nord, 61° 38′ 10″ ouest |       |
| Chapelle Saint-Brice                                                                                  | Hausgauen                    | Haut-Rhin                | Grand Est                  | inscrit    | « PA68000063 », notice no PA68000063 | 47° 36′ 42″ nord, 7° 18′ 46″ est    |       |
| Usine DMC                                                                                             | Mulhouse                     | Haut-Rhin                | Grand Est                  | inscrit    | « PA68000064 », notice no PA68000064 | 47° 44′ 59″ nord, 7° 18′ 57″ est    |       |
| Prieuré Saint-Bernard                                                                                 | Ottmarsheim                  | Haut-Rhin                | Grand Est                  | inscrit    | « PA68000065 », notice no PA68000065 | 47° 47′ 16″ nord, 7° 30′ 30″ est    |       |
| Temple protestant de Calmont                                                                          | Calmont                      | Haute-Garonne            | Occitanie                  | inscrit    | « PA31000094 », notice no PA31000094 | 43° 17′ 14″ nord, 1° 37′ 58″ est    |       |
| Grotte de l'Éléphant                                                                                  | Gourdan-Polignan             | Haute-Garonne            | Occitanie                  | classé     | « PA00094345 », notice no PA00094345 | 43° 04′ 17″ nord, 0° 33′ 48″ est    |       |
| Pont suspendu de Chilhac                                                                              | Chilhac                      | Haute-Loire              | Auvergne-Rhône-Alpes       | inscrit    | « PA43000058 », notice no PA43000058 | 45° 09′ 17″ nord, 3° 26′ 14″ est    |       |
| Pont suspendu de Saint-Ilpize                                                                         | Saint-Ilpize                 | Haute-Loire              | Auvergne-Rhône-Alpes       | inscrit    | « PA43000059 », notice no PA43000059 | 45° 11′ 55″ nord, 3° 23′ 13″ est    |       |
| Château                                                                                               | Arc-en-Barrois               | Haute-Marne              | Grand Est                  | inscrit    | « PA52000035 », notice no PA52000035 | 47° 56′ 51″ nord, 5° 00′ 25″ est    |       |
| Dépôt d'étalons                                                                                       | Montier-en-Der               | Haute-Marne              | Grand Est                  | inscrit    | « PA52000036 », notice no PA52000036 | 48° 28′ 42″ nord, 4° 46′ 20″ est    |       |
| Château d'Amblans                                                                                     | Amblans-et-Velotte           | Haute-Saône              | Bourgogne-Franche-Comté    | inscrit    | « PA70000113 », notice no PA70000113 | 47° 40′ 49″ nord, 6° 24′ 32″ est    |       |
| Mairie-lavoir de Cromary                                                                              | Cromary                      | Haute-Saône              | Bourgogne-Franche-Comté    | inscrit    | « PA70000114 », notice no PA70000114 | 47° 21′ 42″ nord, 6° 04′ 37″ est    |       |
| Maison Terrey                                                                                         | Motey-Besuche                | Haute-Saône              | Bourgogne-Franche-Comté    | inscrit    | « PA70000115 », notice no PA70000115 | 47° 17′ 58″ nord, 5° 40′ 09″ est    |       |
| Nécropole de Morette                                                                                  | La Balme-de-Thuy             | Haute-Savoie             | Auvergne-Rhône-Alpes       | inscrit    | « PA74000027 », notice no PA74000027 | 45° 53′ 54″ nord, 6° 17′ 14″ est    |       |
| Chapelle Notre-Dame-de-la-Gorge                                                                       | Les Contamines-Montjoie      | Haute-Savoie             | Auvergne-Rhône-Alpes       | inscrit    | « PA74000022 », notice no PA74000022 | 45° 47′ 31″ nord, 6° 42′ 55″ est    |       |
| Église Saint-Ferréol                                                                                  | Saint-Ferréol                | Haute-Savoie             | Auvergne-Rhône-Alpes       | inscrit    | « PA74000023 », notice no PA74000023 | 45° 45′ 59″ nord, 6° 18′ 21″ est    |       |
| Fontaine de Samoëns                                                                                   | Samoëns                      | Haute-Savoie             | Auvergne-Rhône-Alpes       | inscrit    | « PA74000025 », notice no PA74000025 | 46° 05′ 00″ nord, 6° 43′ 38″ est    |       |
| Église Saint-Jean-Baptiste                                                                            | Taninges                     | Haute-Savoie             | Auvergne-Rhône-Alpes       | inscrit    | « PA74000026 », notice no PA74000026 | 46° 06′ 29″ nord, 6° 35′ 32″ est    |       |
| Chapelle de Concise                                                                                   | Thonon-les-Bains             | Haute-Savoie             | Auvergne-Rhône-Alpes       | inscrit    | « PA74000028 », notice no PA74000028 | 46° 22′ 47″ nord, 6° 29′ 10″ est    |       |
| Pont Coppet                                                                                           | Sales                        | Haute-Savoie             | Auvergne-Rhône-Alpes       | inscrit    | « PA74000024 », notice no PA74000024 | 45° 53′ 22″ nord, 5° 56′ 20″ est    |       |
| Église Saint-Blaise                                                                                   | Viuz-en-Sallaz               | Haute-Savoie             | Auvergne-Rhône-Alpes       | inscrit    | « PA74000029 », notice no PA74000029 | 46° 08′ 54″ nord, 6° 24′ 40″ est    |       |
| Château de Cognac                                                                                     | Cognac-la-Forêt              | Haute-Vienne             | Nouvelle-Aquitaine         | inscrit    | « PA87000045 », notice no PA87000045 | 45° 50′ 05″ nord, 1° 00′ 41″ est    |       |
| Vestiges de l'abbaye de Grandmont                                                                     | Ambazac                      | Haute-Vienne             | Nouvelle-Aquitaine         | inscrit    | « PA87000046 », notice no PA87000046 | 45° 59′ 59″ nord, 1° 23′ 33″ est    |       |
| Chapelle des Pénitents de Forville                                                                    | Briançon                     | Hautes-Alpes             | Provence-Alpes-Côte d'Azur | inscrit    | « PA05000020 », notice no PA05000020 | 44° 54′ 44″ nord, 6° 37′ 18″ est    |       |
| Chapelle de pénitents de Prats-Haut                                                                   | Château-Ville-Vieille        | Hautes-Alpes             | Provence-Alpes-Côte d'Azur | inscrit    | « PA05000021 », notice no PA05000021 | 44° 45′ 09″ nord, 6° 50′ 27″ est    |       |
| Chapelle de pénitents Notre-Dame d'Espérance                                                          | La Salle-les-Alpes           | Hautes-Alpes             | Provence-Alpes-Côte d'Azur | inscrit    | « PA05000022 », notice no PA05000022 | 44° 56′ 39″ nord, 6° 34′ 26″ est    |       |
| Temple protestant de Bagnères-de-Bigorre                                                              | Bagnères-de-Bigorre          | Hautes-Pyrénées          | Occitanie                  | inscrit    | « PA65000019 », notice no PA65000019 | 43° 03′ 40″ nord, 0° 08′ 54″ est    |       |
| Domaine Albert Kahn                                                                                   | Boulogne-Billancourt         | Hauts-de-Seine           | Île-de-France              | inscrit    | « PA92000023 », notice no PA92000023 | 48° 50′ 31″ nord, 2° 13′ 39″ est    |       |
| Ancien hospice ou hôpital Saint-Louis                                                                 | Bédarieux                    | Hérault                  | Occitanie                  | inscrit    | « PA34000102 », notice no PA34000102 | 43° 37′ 04″ nord, 3° 09′ 17″ est    |       |
| Arènes du Plateau de Valras                                                                           | Béziers                      | Hérault                  | Occitanie                  | inscrit    | « PA34000104 », notice no PA34000104 | 43° 20′ 36″ nord, 3° 13′ 44″ est    |       |
| Vestiges du Théâtre antique, îlot des Chaudronniers                                                   | Béziers                      | Hérault                  | Occitanie                  | inscrit    | « PA34000103 », notice no PA34000103 | 43° 20′ 29″ nord, 3° 12′ 47″ est    |       |
| Ancien cinéma expérimental Panrama                                                                    | Clapiers                     | Hérault                  | Occitanie                  | inscrit    | « PA34000105 », notice no PA34000105 | 43° 39′ 00″ nord, 3° 53′ 46″ est    |       |
| Point Zéro                                                                                            | La Grande-Motte              | Hérault                  | Occitanie                  | inscrit    | « PA34000106 », notice no PA34000106 | 43° 33′ 24″ nord, 4° 05′ 43″ est    |       |
| Château de Montarnaud                                                                                 | Montarnaud                   | Hérault                  | Occitanie                  | inscrit    | « PA34000107 », notice no PA34000107 | 43° 38′ 56″ nord, 3° 41′ 44″ est    |       |
| Logis de la Croix-d'Or                                                                                | Montpellier                  | Hérault                  | Occitanie                  | inscrit    | « PA34000108 », notice no PA34000108 | 43° 36′ 33″ nord, 3° 52′ 42″ est    |       |
| Cave coopérative de Paulhan                                                                           | Paulhan                      | Hérault                  | Occitanie                  | inscrit    | « PA34000109 », notice no PA34000109 | 43° 32′ 08″ nord, 3° 27′ 30″ est    |       |
| Domaine de la Grange des Prés                                                                         | Pézenas                      | Hérault                  | Occitanie                  | inscrit    | « PA34000110 », notice no PA34000110 | 43° 28′ 26″ nord, 3° 26′ 01″ est    |       |
| Maison des Émigrants                                                                                  | Saint-Pons-de-Mauchiens      | Hérault                  | Occitanie                  | inscrit    | « PA34000111 », notice no PA34000111 | 43° 30′ 49″ nord, 3° 30′ 51″ est    |       |
| Château                                                                                               | Tressan                      | Hérault                  | Occitanie                  | inscrit    | « PA34000112 », notice no PA34000112 | 43° 34′ 28″ nord, 3° 29′ 25″ est    |       |
| Château du Bouëxic                                                                                    | La Chapelle-Bouëxic          | Ille-et-Vilaine          | Bretagne                   | inscrit    | « PA35000068 », notice no PA35000068 | 47° 55′ 44″ nord, 1° 56′ 16″ ouest  |       |
| Église Saint-Méen-et-Sainte-Croix                                                                     | La Fresnais                  | Ille-et-Vilaine          | Bretagne                   | inscrit    | « PA35000069 », notice no PA35000069 | 48° 35′ 43″ nord, 1° 50′ 35″ ouest  |       |
| Domaine de Mouillemuse                                                                                | Noyal-Châtillon-sur-Seiche   | Ille-et-Vilaine          | Bretagne                   | inscrit    | « PA35000070 », notice no PA35000070 | 48° 02′ 40″ nord, 1° 37′ 40″ ouest  |       |
| Église Sainte-Thérèse-de-l'Enfant-Jésus                                                               | Rennes                       | Ille-et-Vilaine          | Bretagne                   | inscrit    | « PA35000071 », notice no PA35000071 | 48° 05′ 43″ nord, 1° 40′ 03″ ouest  |       |
| Église Saint-Aubin                                                                                    | Saint-Aubin-du-Cormier       | Ille-et-Vilaine          | Bretagne                   | inscrit    | « PA35000072 », notice no PA35000072 | 48° 15′ 41″ nord, 1° 23′ 53″ ouest  |       |
| Église Saint-Guillaume                                                                                | Saint-Gonlay                 | Ille-et-Vilaine          | Bretagne                   | inscrit    | « PA35000073 », notice no PA35000073 | 48° 06′ 50″ nord, 2° 03′ 58″ ouest  |       |
| Église Saint-Malo                                                                                     | Saint-Malo-de-Phily          | Ille-et-Vilaine          | Bretagne                   | inscrit    | « PA35000074 », notice no PA35000074 | 47° 52′ 39″ nord, 1° 47′ 12″ ouest  |       |
| Jeu de paume                                                                                          | Chinon                       | Indre-et-Loire           | Pays de la Loire           | inscrit    | « PA37000037 », notice no PA37000037 | 47° 09′ 58″ nord, 0° 14′ 32″ est    |       |
| Site archéologique des Buissières                                                                     | Panossas                     | Isère                    | Auvergne-Rhône-Alpes       | inscrit    | « PA38000035 », notice no PA38000035 | 45° 40′ 01″ nord, 5° 12′ 11″ est    |       |
| Tournerie du bois de Saint-Même                                                                       | Saint-Pierre-d'Entremont     | Isère                    | Auvergne-Rhône-Alpes       | inscrit    | « PA38000036 », notice no PA38000036 | 45° 24′ 25″ nord, 5° 52′ 51″ est    |       |
| Tournerie de Robert Marichy                                                                           | Arinthod                     | Jura                     | Bourgogne-Franche-Comté    | inscrit    | « PA39000124 », notice no PA39000124 | 46° 24′ 19″ nord, 5° 35′ 02″ est    |       |
| Maison vigneronne                                                                                     | Aumont                       | Jura                     | Bourgogne-Franche-Comté    | inscrit    | « PA39000125 », notice no PA39000125 | 46° 54′ 47″ nord, 5° 38′ 30″ est    |       |
| Église Saint-Georges de Lavancia-Epercy                                                               | Lavancia-Epercy              | Jura                     | Bourgogne-Franche-Comté    | inscrit    | « PA39000126 », notice no PA39000126 | 46° 19′ 49″ nord, 5° 40′ 43″ est    |       |
| Borne frontière du XVIIe siècle                                                                       | Neublans-Abergement          | Jura                     | Bourgogne-Franche-Comté    | inscrit    | « PA39000127 », notice no PA39000127 | 46° 54′ 36″ nord, 5° 18′ 45″ est    |       |
| Hôtel de ville d'Aire-sur-l'Adour                                                                     | Aire-sur-l'Adour             | Landes                   | Nouvelle-Aquitaine         | inscrit    | « PA40000090 », notice no PA40000090 | 43° 42′ 00″ nord, 0° 15′ 43″ ouest  |       |
| Monument aux morts des anciens instituteurs landais                                                   | Dax                          | Landes                   | Nouvelle-Aquitaine         | inscrit    | « PA40000091 », notice no PA40000091 | 43° 42′ 41″ nord, 1° 03′ 07″ ouest  |       |
| Église Saint-Jean-l'Evangéliste de Lencouacq                                                          | Lencouacq                    | Landes                   | Nouvelle-Aquitaine         | inscrit    | « PA40000092 », notice no PA40000092 | 44° 05′ 58″ nord, 0° 24′ 21″ ouest  |       |
| Église Saint-Georges de Lussolle                                                                      | Losse                        | Landes                   | Nouvelle-Aquitaine         | inscrit    | « PA40000093 », notice no PA40000093 | 44° 05′ 45″ nord, 0° 09′ 23″ ouest  |       |
| Réseau de tranchées entrainement de la guerre 1914-1918                                               | Chambon-sur-Cisse            | Loir-et-Cher             | Centre-Val de Loire        | inscrit    | « PA41000070 », notice no PA41000070 | 47° 33′ 32″ nord, 1° 14′ 33″ est    |       |
| Ancienne usine de la société Badoit                                                                   | Saint-Galmier                | Loire                    | Auvergne-Rhône-Alpes       | inscrit    | « PA42000045 », notice no PA42000045 | 45° 35′ 18″ nord, 4° 18′ 56″ est    |       |
| Hôtel Leglas-Maurice                                                                                  | Nantes                       | Loire-Atlantique         | Pays de la Loire           | inscrit    | « PA44000057 », notice no PA44000057 | 47° 13′ 42″ nord, 1° 33′ 41″ ouest  |       |
| Immeuble CGA                                                                                          | Nantes                       | Loire-Atlantique         | Pays de la Loire           | inscrit    | « PA44000058 », notice no PA44000058 | 47° 12′ 51″ nord, 1° 33′ 51″ ouest  |       |
| Église Notre-Dame de Ménestreau-en-Villette                                                           | Ménestreau-en-Villette       | Loiret                   | Centre-Val de Loire        | inscrit    | « PA45000043 », notice no PA45000043 | 47° 41′ 56″ nord, 2° 01′ 19″ est    |       |
| Hôtel Tassin de Villiers                                                                              | Orléans                      | Loiret                   | Centre-Val de Loire        | inscrit    | « PA45000045 », notice no PA45000045 | 47° 54′ 13″ nord, 1° 54′ 27″ est    |       |
| Service inter-régional de traitement de l'information                                                 | Orléans                      | Loiret                   | Centre-Val de Loire        | inscrit    | « PA45000046 », notice no PA45000046 | 47° 49′ 56″ nord, 1° 56′ 17″ est    |       |
| Hôtel Tassin de Montcour                                                                              | Orléans                      | Loiret                   | Centre-Val de Loire        | inscrit    | « PA45000044 », notice no PA45000044 | 47° 54′ 14″ nord, 1° 54′ 26″ est    |       |
| Maison du Sénéchal                                                                                    | Gourdon                      | Lot                      | Occitanie                  | inscrit    | « PA46000065 », notice no PA46000065 | 44° 44′ 11″ nord, 1° 22′ 53″ est    |       |
| Chapelle de Malodène                                                                                  | Martel                       | Lot                      | Occitanie                  | inscrit    | « PA46000066 », notice no PA46000066 | 44° 57′ 53″ nord, 1° 36′ 41″ est    |       |
| Église Saint-Vincent de Saint-Vincent-Rive-d'Olt                                                      | Saint-Vincent-Rive-d'Olt     | Lot                      | Occitanie                  | inscrit    | « PA46000068 », notice no PA46000068 | 44° 27′ 57″ nord, 1° 18′ 00″ est    |       |
| Borne milliaire de Ramps                                                                              | Sainte-Alauzie               | Lot                      | Occitanie                  | inscrit    | « PA46000067 », notice no PA46000067 | 44° 17′ 41″ nord, 1° 18′ 08″ est    |       |
| Église Saint-Côme d'Aiguillon                                                                         | Aiguillon                    | Lot-et-Garonne           | Nouvelle-Aquitaine         | inscrit    | « PA47000096 », notice no PA47000096 | 44° 16′ 59″ nord, 0° 20′ 12″ est    |       |
| Château de Longuetille                                                                                | Saint-Léger                  | Lot-et-Garonne           | Nouvelle-Aquitaine         | inscrit    | « PA47000097 », notice no PA47000097 | 44° 18′ 35″ nord, 0° 19′ 03″ est    |       |
| Église Sainte-Croix de Saint-Urcisse                                                                  | Saint-Urcisse                | Lot-et-Garonne           | Nouvelle-Aquitaine         | inscrit    | « PA47000098 », notice no PA47000098 | 44° 09′ 23″ nord, 0° 50′ 40″ est    |       |
| Église Saint-Simplicien de Martigné-Briand                                                            | Terranjou                    | Maine-et-Loire           | Pays de la Loire           | inscrit    | « PA49000095 », notice no PA49000095 | 47° 13′ 58″ nord, 0° 25′ 47″ ouest  |       |
| Domaine Emmanuel-Liais                                                                                | Cherbourg-en-Cotentin        | Manche                   | Normandie                  | inscrit    | « PA50000083 », notice no PA50000083 | 49° 38′ 34″ nord, 1° 37′ 48″ ouest  |       |
| Fortifications des îles Saint-Marcouf                                                                 | Saint-Marcouf                | Manche                   | Normandie                  | inscrit    | « PA50000084 », notice no PA50000084 | 49° 29′ 45″ nord, 1° 09′ 00″ ouest  |       |
| Fort de la Hougue                                                                                     | Saint-Vaast-la-Hougue        | Manche                   | Normandie                  | classé     | « PA50000085 », notice no PA50000085 | 49° 34′ 28″ nord, 1° 16′ 28″ ouest  |       |
| Château de Louvois                                                                                    | Val de Livre                 | Marne                    | Grand Est                  | inscrit    | « PA51000024 », notice no PA51000024 | 49° 06′ 18″ nord, 4° 07′ 09″ est    |       |
| Bassin de radoub                                                                                      | Fort-de-France               | Martinique               | Martinique                 | inscrit    | « PA97200038 », notice no PA97200038 | 14° 36′ 12″ nord, 61° 03′ 51″ ouest |       |
| Maison Didier                                                                                         | Fort-de-France               | Martinique               | Martinique                 | inscrit    | « PA97200039 », notice no PA97200039 | 14° 36′ 31″ nord, 61° 04′ 30″ ouest |       |
| Église Saint-Christophe                                                                               | Fort-de-France               | Martinique               | Martinique                 | inscrit    | « PA97200037 », notice no PA97200037 | 14° 36′ 42″ nord, 61° 03′ 10″ ouest |       |
| Église Sacré-cœur de Balata                                                                           | Fort-de-France               | Martinique               | Martinique                 | inscrit    | « PA97200036 », notice no PA97200036 | 14° 38′ 57″ nord, 61° 04′ 44″ ouest |       |
| Monument aux morts                                                                                    | Saint-Joseph                 | Martinique               | Martinique                 | inscrit    | « PA97200040 », notice no PA97200040 | 14° 40′ 13″ nord, 61° 02′ 18″ ouest |       |
| Monument aux morts                                                                                    | Sainte-Marie                 | Martinique               | Martinique                 | inscrit    | « PA97200041 », notice no PA97200041 | 14° 47′ 00″ nord, 60° 59′ 34″ ouest |       |
| Église Saint-Martin                                                                                   | Bouxières-aux-Dames          | Meurthe-et-Moselle       | Grand Est                  | inscrit    | « PA54000083 », notice no PA54000083 | 48° 45′ 10″ nord, 6° 09′ 48″ est    |       |
| Chapelle Saint-Maurice                                                                                | Domgermain                   | Meurthe-et-Moselle       | Grand Est                  | inscrit    | « PA54000084 », notice no PA54000084 | 48° 34′ 39″ nord, 6° 40′ 33″ est    |       |
| Château d'Adoménil                                                                                    | Rehainviller                 | Meurthe-et-Moselle       | Grand Est                  | inscrit    | « PA54000085 », notice no PA54000085 | 48° 33′ 54″ nord, 6° 27′ 46″ est    |       |
| Jardin du domaine de la forge                                                                         | Boncourt-sur-Meuse           | Meuse                    | Grand Est                  | inscrit    | « PA55000046 », notice no PA55000046 | 48° 48′ 06″ nord, 5° 33′ 41″ est    |       |
| Maison                                                                                                | Marville                     | Meuse                    | Grand Est                  | inscrit    | « PA55000047 », notice no PA55000047 | 49° 27′ 13″ nord, 5° 27′ 33″ est    |       |
| Château de Rupt-sur-Othain                                                                            | Rupt-sur-Othain              | Meuse                    | Grand Est                  | inscrit    | « PA55000045 », notice no PA55000045 | 49° 25′ 11″ nord, 5° 29′ 38″ est    |       |
| Phare de Pen-Men                                                                                      | Groix                        | Morbihan                 | Bretagne                   | inscrit    | « PA56000073 », notice no PA56000073 | 47° 38′ 51″ nord, 3° 30′ 33″ ouest  |       |
| Église Saint-Gérand                                                                                   | Le Palais                    | Morbihan                 | Bretagne                   | inscrit    | « PA56000074 », notice no PA56000074 | 47° 20′ 49″ nord, 3° 09′ 21″ ouest  |       |
| Chapelle Saint-Servais                                                                                | Plumergat                    | Morbihan                 | Bretagne                   | inscrit    | « PA56000075 », notice no PA56000075 | 47° 44′ 31″ nord, 2° 55′ 02″ ouest  |       |
| Château de Villiers                                                                                   | Menestreau                   | Nièvre                   | Bourgogne-Franche-Comté    | inscrit    | « PA58000043 », notice no PA58000043 | 47° 24′ 31″ nord, 3° 15′ 00″ est    |       |
| Confiserie « Au Négus »                                                                               | Nevers                       | Nièvre                   | Bourgogne-Franche-Comté    | inscrit    | « PA58000044 », notice no PA58000044 | 46° 59′ 29″ nord, 3° 09′ 42″ est    |       |
| Hôpital civil de Dunkerque à Rosendaël                                                                | Dunkerque                    | Nord                     | Hauts-de-France            | inscrit    | « PA59000189 », notice no PA59000189 | 51° 02′ 16″ nord, 2° 23′ 59″ est    |       |
| Église Notre-Dame-de-Fives                                                                            | Lille                        | Nord                     | Hauts-de-France            | inscrit    | « PA59000190 », notice no PA59000190 | 50° 38′ 03″ nord, 3° 05′ 17″ est    |       |
| Poissonnerie « À l'Huîtrière »                                                                        | Lille                        | Nord                     | Hauts-de-France            | inscrit    | « PA59000192 », notice no PA59000192 | 50° 38′ 22″ nord, 3° 03′ 50″ est    |       |
| Maison                                                                                                | Roubaix                      | Nord                     | Hauts-de-France            | inscrit    | « PA59000193 », notice no PA59000193 | 50° 40′ 39″ nord, 3° 10′ 15″ est    |       |
| Quartier Bourcier                                                                                     | Compiègne                    | Oise                     | Hauts-de-France            | inscrit    | « PA60000090 », notice no PA60000090 | 49° 25′ 17″ nord, 2° 49′ 46″ est    |       |
| Grange dîmière                                                                                        | Guignecourt                  | Oise                     | Hauts-de-France            | inscrit    | « PA60000092 », notice no PA60000092 | 49° 28′ 57″ nord, 2° 07′ 46″ est    |       |
| | Guignecourt                  | Oise                     | Hauts-de-France            | inscrit    | « PA60000096 », notice no PA60000096 |                                     |       |
| Ferme seigneuriale                                                                                    | Margny-lès-Compiègne         | Oise                     | Hauts-de-France            | inscrit    | « PA60000093 », notice no PA60000093 |                                     |       |
| Ferme seigneuriale                                                                                    | Le Mont-Saint-Adrien         | Oise                     | Hauts-de-France            | inscrit    | « PA60000097 », notice no PA60000097 | 49° 26′ 41″ nord, 2° 00′ 17″ est    |       |
| Église Saint-Mellon de Vieux-Moulin                                                                   | Vieux-Moulin                 | Oise                     | Hauts-de-France            | inscrit    | « PA60000091 », notice no PA60000091 | 49° 23′ 34″ nord, 2° 55′ 59″ est    |       |
| Église Saint-Jean-Baptiste de Belleville                                                              | 19e arrondissement de Paris  | Paris                    | Île-de-France              | classé     | « PA75190005 », notice no PA75190005 | 48° 52′ 32″ nord, 2° 23′ 21″ est    |       |
| Immeuble                                                                                              | 2e arrondissement de Paris   | Paris                    | Île-de-France              | inscrit    | « PA75020014 », notice no PA75020014 | 48° 51′ 59″ nord, 2° 21′ 03″ est    |       |
| Basilique Sainte-Clotilde de Paris                                                                    | 7e arrondissement de Paris   | Paris                    | Île-de-France              | classé     | « PA75070007 », notice no PA75070007 | 48° 51′ 30″ nord, 2° 19′ 09″ est    |       |
| Hôtel particulier                                                                                     | Arras                        | Pas-de-Calais            | Hauts-de-France            | inscrit    | « PA62000147 », notice no PA62000147 | 50° 17′ 31″ nord, 2° 45′ 58″ est    |       |
| Église Saint-Vincent-de-Paul de Boulogne-sur-Mer                                                      | Boulogne-sur-Mer             | Pas-de-Calais            | Hauts-de-France            | inscrit    | « PA62000148 », notice no PA62000148 | 50° 42′ 50″ nord, 1° 35′ 40″ est    |       |
| Église Saint-Omer et ancien presbytère                                                                | Hocquinghen                  | Pas-de-Calais            | Hauts-de-France            | inscrit    | « PA62000149 », notice no PA62000149 |                                     |       |
| Église du Millénium                                                                                   | Lens                         | Pas-de-Calais            | Hauts-de-France            | inscrit    | « PA62000150 », notice no PA62000150 | 50° 26′ 04″ nord, 2° 49′ 13″ est    |       |
| Moulin d'Achille                                                                                      | Moringhem                    | Pas-de-Calais            | Hauts-de-France            | inscrit    | « PA62000151 », notice no PA62000151 | 50° 45′ 43″ nord, 2° 08′ 07″ est    |       |
| Église Sainte-Ide                                                                                     | Saint-Martin-Boulogne        | Pas-de-Calais            | Hauts-de-France            | inscrit    | « PA62000152 », notice no PA62000152 | 50° 42′ 31″ nord, 1° 37′ 05″ est    |       |
| Maison Pestel                                                                                         | Clermont-Ferrand             | Puy-de-Dôme              | Auvergne-Rhône-Alpes       | inscrit    | « PA63000115 », notice no PA63000115 | 45° 46′ 35″ nord, 3° 04′ 27″ est    |       |
| Petit Camp de César de la bataille de Gergovie                                                        | La Roche-Blanche             | Puy-de-Dôme              | Auvergne-Rhône-Alpes       | inscrit    | « PA63000123 », notice no PA63000123 | 45° 43′ 28″ nord, 3° 06′ 55″ est    |       |
| Taillerie de Royat                                                                                    | Royat                        | Puy-de-Dôme              | Auvergne-Rhône-Alpes       | inscrit    | « PA63000116 », notice no PA63000116 | 45° 45′ 56″ nord, 3° 02′ 47″ est    |       |
| Grotte de Bourrouilla                                                                                 | Arancou                      | Pyrénées-Atlantiques     | Nouvelle-Aquitaine         | inscrit    | « PA64000104 », notice no PA64000104 | 43° 26′ 26″ nord, 1° 03′ 16″ ouest  |       |
| Château de Garro                                                                                      | Mendionde                    | Pyrénées-Atlantiques     | Nouvelle-Aquitaine         | inscrit    | « PA64000106 », notice no PA64000106 | 43° 20′ 43″ nord, 1° 16′ 52″ ouest  |       |
| Église Saint-Martin de Pau                                                                            | Pau                          | Pyrénées-Atlantiques     | Nouvelle-Aquitaine         | inscrit    | « PA64000107 », notice no PA64000107 | 43° 17′ 41″ nord, 0° 22′ 23″ ouest  |       |
| Église anglicane Saint-Andrew de Pau                                                                  | Pau                          | Pyrénées-Atlantiques     | Nouvelle-Aquitaine         | inscrit    | « PA64000108 », notice no PA64000108 | 43° 18′ 06″ nord, 0° 22′ 15″ ouest  |       |
| Monument aux mort                                                                                     | Tardets-Sorholus             | Pyrénées-Atlantiques     | Nouvelle-Aquitaine         | inscrit    | « PA64000109 », notice no PA64000109 | 43° 07′ 04″ nord, 0° 51′ 51″ ouest  |       |
| Maison Douzans                                                                                        | Banyuls-sur-Mer              | Pyrénées-Orientales      | Occitanie                  | inscrit    | « PA66000046 », notice no PA66000046 | 42° 28′ 58″ nord, 3° 07′ 43″ est    |       |
| Villa Muchir                                                                                          | Canet-en-Roussillon          | Pyrénées-Orientales      | Occitanie                  | classé     | « PA66000047 », notice no PA66000047 | 42° 41′ 24″ nord, 3° 02′ 05″ est    |       |
| Château de Sabarda et ancienne église Saint-André                                                     | Fenouillet                   | Pyrénées-Orientales      | Occitanie                  | inscrit    | « PA66000048 », notice no PA66000048 | 42° 47′ 26″ nord, 2° 22′ 49″ est    |       |
| Château Saint-Pierre et castrum de Fenouillet                                                         | Fenouillet                   | Pyrénées-Orientales      | Occitanie                  | inscrit    | « PA66000049 », notice no PA66000049 | 42° 47′ 35″ nord, 2° 22′ 50″ est    |       |
| Sites miniers de la Pinouse, de Roque Jalère et des Manerots et installations de transport de minerai | La Bastide                   | Pyrénées-Orientales      | Occitanie                  | inscrit    | « PA66000050 », notice no PA66000050 | 42° 30′ 58″ nord, 2° 32′ 18″ est    |       |
| Villa des Brises                                                                                      | Petite-Île                   | La Réunion               | La Réunion                 | inscrit    | « PA97400140 », notice no PA97400140 | 21° 22′ 11″ sud, 55° 34′ 37″ est    |       |
| Chapelle Sainte-Marguerite                                                                            | Petite-Île                   | La Réunion               | La Réunion                 | inscrit    | « PA97400132 », notice no PA97400132 | 21° 22′ 10″ sud, 55° 34′ 38″ est    |       |
| Maison Boyer-Vidal                                                                                    | Saint-Denis                  | La Réunion               | La Réunion                 | inscrit    | « PA97400136 », notice no PA97400136 | 20° 52′ 55″ sud, 55° 27′ 17″ est    |       |
| Cimetière du Père Raimbault                                                                           | Saint-Denis                  | La Réunion               | La Réunion                 | inscrit    | « PA97400134 », notice no PA97400134 | 20° 54′ 23″ sud, 55° 24′ 02″ est    |       |
| Léproserie de Saint-Bernard                                                                           | Saint-Denis                  | La Réunion               | La Réunion                 | inscrit    | « PA97400135 », notice no PA97400135 | 20° 54′ 28″ sud, 55° 24′ 04″ est    |       |
| Bain Bœuf                                                                                             | Saint-Paul                   | La Réunion               | La Réunion                 | inscrit    | « PA97400137 », notice no PA97400137 | 21° 02′ 40″ sud, 55° 15′ 19″ est    |       |
| Chapelle Notre-Dame-de-Lourdes                                                                        | Saint-Pierre                 | La Réunion               | La Réunion                 | inscrit    | « PA97400139 », notice no PA97400139 | 21° 17′ 45″ sud, 55° 26′ 59″ est    |       |
| Immeuble Beldame                                                                                      | Saint-Pierre                 | La Réunion               | La Réunion                 | inscrit    | « PA97400138 », notice no PA97400138 | 21° 20′ 30″ sud, 55° 28′ 41″ est    |       |
| Parc de la Cerisaie                                                                                   | 4e arrondissement de Lyon    | Rhône                    | Auvergne-Rhône-Alpes       | inscrit    | « PA69000053 », notice no PA69000053 | 45° 46′ 34″ nord, 4° 48′ 54″ est    |       |
| Magasin à sel                                                                                         | Saint-Pierre                 | Saint-Pierre-et-Miquelon | Saint-Pierre-et-Miquelon   | classé     | « PA97500013 », notice no PA97500013 | 46° 46′ 29″ nord, 56° 10′ 25″ ouest |       |
| Tour de la Bondue                                                                                     | Autun                        | Saône-et-Loire           | Bourgogne-Franche-Comté    | inscrit    | « PA71000073 », notice no PA71000073 | 46° 57′ 16″ nord, 4° 18′ 03″ est    |       |
| Château de Chamilly                                                                                   | Chamilly                     | Saône-et-Loire           | Bourgogne-Franche-Comté    | inscrit    | « PA71000074 », notice no PA71000074 | 46° 52′ 11″ nord, 4° 41′ 15″ est    |       |
| Château de Boutavant                                                                                  | Cortambert                   | Saône-et-Loire           | Bourgogne-Franche-Comté    | inscrit    | « PA71000075 », notice no PA71000075 | 46° 28′ 21″ nord, 4° 42′ 51″ est    |       |
| Cinq pavillons Fillod                                                                                 | Gueugnon                     | Saône-et-Loire           | Bourgogne-Franche-Comté    | inscrit    | « PA71000076 », notice no PA71000076 | 46° 36′ 20″ nord, 4° 03′ 33″ est    |       |
| Musée du Hiéron                                                                                       | Paray-le-Monial              | Saône-et-Loire           | Bourgogne-Franche-Comté    | inscrit    | « PA71000077 », notice no PA71000077 | 46° 27′ 07″ nord, 4° 07′ 23″ est    |       |
| Église Saint-Martin                                                                                   | Saint-Martin-des-Monts       | Sarthe                   | Pays de la Loire           | inscrit    | « PA72000047 », notice no PA72000047 | 48° 08′ 57″ nord, 0° 35′ 45″ est    |       |
| Château de Saint-Rémy-du-Val                                                                          | Saint-Rémy-du-Val            | Sarthe                   | Pays de la Loire           | inscrit    | « PA72000048 », notice no PA72000048 | 48° 20′ 59″ nord, 0° 15′ 11″ est    |       |
| Chapelle Saint-Jean-Baptiste                                                                          | Thorée-les-Pins              | Sarthe                   | Pays de la Loire           | inscrit    | « PA72000049 », notice no PA72000049 | 47° 40′ 59″ nord, 0° 02′ 00″ est    |       |
| Vieux moulin aux Teppaz                                                                               | Entremont-le-Vieux           | Savoie                   | Auvergne-Rhône-Alpes       | inscrit    | « PA73000025 », notice no PA73000025 | 45° 25′ 55″ nord, 5° 52′ 43″ est    |       |
| Église Saint-Michel de Montpascal                                                                     | Pontamafrey-Montpascal       | Savoie                   | Auvergne-Rhône-Alpes       | inscrit    | « PA73000027 », notice no PA73000027 | 45° 20′ 12″ nord, 6° 21′ 38″ est    |       |
| Église Notre-Dame du Villard                                                                          | Saint-André                  | Savoie                   | Auvergne-Rhône-Alpes       | inscrit    | « PA73000028 », notice no PA73000028 | 45° 12′ 32″ nord, 6° 36′ 06″ est    |       |
| Ancienne maison de plaisance du Baron et domaine connexe dit « des Terrasses »                        | Germigny-l'Évêque            | Seine-et-Marne           | Île-de-France              | inscrit    | « PA77000029 », notice no PA77000029 |                                     |       |
| Château de Trémauville                                                                                | Sahurs                       | Seine-Maritime           | Normandie                  | inscrit    | « PA76000100 », notice no PA76000100 | 49° 21′ 14″ nord, 0° 57′ 26″ est    |       |
| Château d'Argœuves                                                                                    | Argœuves                     | Somme                    | Hauts-de-France            | inscrit    | « PA80000075 », notice no PA80000075 | 49° 55′ 47″ nord, 2° 13′ 31″ est    |       |
| Usine Saint Frères                                                                                    | Beauval                      | Somme                    | Hauts-de-France            | inscrit    | « PA80000086 », notice no PA80000086 | 50° 06′ 52″ nord, 2° 20′ 28″ est    |       |
| Usine Saint Frères                                                                                    | Beauval                      | Somme                    | Hauts-de-France            | inscrit    | « PA80000087 », notice no PA80000087 | 50° 06′ 52″ nord, 2° 20′ 28″ est    |       |
| Beffroi de Rue                                                                                        | Rue                          | Somme                    | Hauts-de-France            | inscrit    | « PA00116232 », notice no PA00116232 | 50° 16′ 21″ nord, 1° 40′ 08″ est    |       |
| Bâtiments adjacents au beffroi                                                                        | Rue                          | Somme                    | Hauts-de-France            | inscrit    | « PA80000088 », notice no PA80000088 | 50° 16′ 22″ nord, 1° 40′ 07″ est    |       |
| Temple réformé                                                                                        | Albi                         | Tarn                     | Occitanie                  | inscrit    | « PA81000046 », notice no PA81000046 | 43° 55′ 38″ nord, 2° 09′ 09″ est    |       |
| La Pierre Plantée                                                                                     | Fontrieu                     | Tarn                     | Occitanie                  | inscrit    | « PA81000047 », notice no PA81000047 | 43° 41′ 07″ nord, 2° 28′ 54″ est    |       |
| Temple protestant de Baffignac                                                                        | Fontrieu                     | Tarn                     | Occitanie                  | inscrit    | « PA81000048 », notice no PA81000048 | 43° 39′ 41″ nord, 2° 27′ 06″ est    |       |
| Pigeonnier du château de Lastours                                                                     | Lisle-sur-Tarn               | Tarn                     | Occitanie                  | inscrit    | « PA81000049 », notice no PA81000049 | 43° 52′ 17″ nord, 1° 50′ 47″ est    |       |
| Temple protestant dit Temple neuf ou Temple de la Sagne                                               | Mazamet                      | Tarn                     | Occitanie                  | inscrit    | « PA81000050 », notice no PA81000050 | 43° 29′ 24″ nord, 2° 22′ 21″ est    |       |
| Porte Renaissance de l'Académie                                                                       | Puylaurens                   | Tarn                     | Occitanie                  | inscrit    | « PA81000052 », notice no PA81000052 | 43° 34′ 24″ nord, 2° 00′ 42″ est    |       |
| Temple protestant                                                                                     | Puylaurens                   | Tarn                     | Occitanie                  | inscrit    | « PA81000051 », notice no PA81000051 | 43° 34′ 24″ nord, 2° 00′ 42″ est    |       |
| Grotte du Calel                                                                                       | Sorèze                       | Tarn                     | Occitanie                  | inscrit    | « PA00095648 », notice no PA00095648 | 43° 27′ 15″ nord, 2° 04′ 03″ est    |       |
| Temple protestant                                                                                     | Vabre                        | Tarn                     | Occitanie                  | inscrit    | « PA81000053 », notice no PA81000053 | 43° 41′ 37″ nord, 2° 25′ 31″ est    |       |
| Temple protestant de Barry-d'Islemade                                                                 | Barry-d'Islemade             | Tarn-et-Garonne          | Occitanie                  | inscrit    | « PA82000036 », notice no PA82000036 | 44° 04′ 17″ nord, 1° 16′ 35″ est    |       |
| Temple protestant de Caussade                                                                         | Caussade                     | Tarn-et-Garonne          | Occitanie                  | inscrit    | « PA82000037 », notice no PA82000037 | 44° 09′ 40″ nord, 1° 32′ 04″ est    |       |
| Caserne retranchée du Faron                                                                           | Toulon                       | Var                      | Provence-Alpes-Côte d'Azur | inscrit    | « PA83000037 », notice no PA83000037 | 43° 08′ 30″ nord, 5° 57′ 25″ est    |       |
| Chapelle des Récollets d'Apt                                                                          | Apt                          | Vaucluse                 | Provence-Alpes-Côte d'Azur | inscrit    | « PA84000070 », notice no PA84000070 | 43° 52′ 30″ nord, 5° 23′ 52″ est    |       |
| Maison de la tour et tour des prisons                                                                 | Bollène                      | Vaucluse                 | Provence-Alpes-Côte d'Azur | inscrit    | « PA84000071 », notice no PA84000071 | 44° 16′ 43″ nord, 4° 44′ 55″ est    |       |
| Château de Foussac                                                                                    | La Bussière                  | Vienne                   | Nouvelle-Aquitaine         | inscrit    | « PA86000050 », notice no PA86000050 | 46° 37′ 32″ nord, 0° 50′ 52″ est    |       |
| Manoir du Grand-Breuil                                                                                | Saint-Savin                  | Vienne                   | Nouvelle-Aquitaine         | inscrit    | « PA86000051 », notice no PA86000051 | 46° 34′ 52″ nord, 0° 50′ 44″ est    |       |
| Château de Marmande                                                                                   | Vellèches                    | Vienne                   | Nouvelle-Aquitaine         | classé     | « PA86000052 », notice no PA86000052 | 46° 57′ 03″ nord, 0° 30′ 32″ est    |       |
| Filature des Aulnes                                                                                   | Fraize                       | Vosges                   | Grand Est                  | inscrit    | « PA88000057 », notice no PA88000057 | 48° 11′ 18″ nord, 6° 59′ 32″ est    |       |
| Église Notre-Dame-de-la-Nativité des Ormes                                                            | Les Ormes                    | Yonne                    | Bourgogne-Franche-Comté    | inscrit    | « PA89000058 », notice no PA89000058 | 47° 50′ 57″ nord, 3° 16′ 00″ est    |       |
| Maisons du Prévost et Aux inscriptions                                                                | Treigny                      | Yonne                    | Bourgogne-Franche-Comté    | inscrit    | « PA89000059 », notice no PA89000059 | 47° 32′ 23″ nord, 3° 13′ 06″ est    |       |
| Château des Varennes                                                                                  | Turny                        | Yonne                    | Bourgogne-Franche-Comté    | inscrit    | « PA89000060 », notice no PA89000060 | 48° 02′ 28″ nord, 3° 44′ 56″ est    |       |